# Operazioni navali in Africa Orientale Italiana
Le operazioni navali in Africa Orientale Italiana costituirono la componente marittima delle operazioni militari nell'ambito della Campagna dell'Africa Orientale Italiana e si svolsero dall'entrata in guerra dell'Italia (10 giugno 1940) fino alla caduta di Massaua l'8 aprile 1941.

## Presupposti

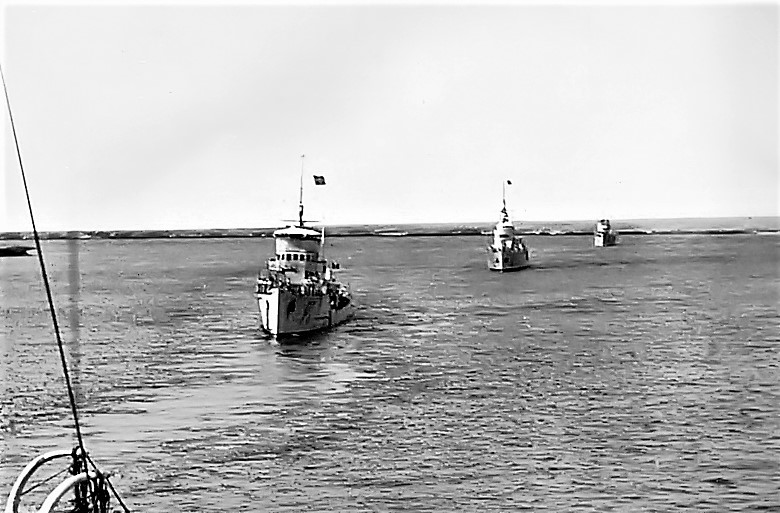
La squadriglia "Pantera" entra a Massaua.

Fin dal 1936, al termine della Guerra d'Etiopia, l'Italia aveva intrapreso un'intensa opera di potenziamento dei porti e delle basi navali in Africa Orientale Italiana allo scopo sia di renderli efficienti dal punto di vista commerciale, sia di dotarli di un'adeguata difesa contro eventuali attacchi dal mare e delle attrezzature necessarie per fornire supporto alle unità navali là dislocate. Queste ultime dovevano avere sia compiti di presidio, che di eventuale disturbo al traffico marittimo inglese nel Mar Rosso e nel Golfo di Aden. A questo scopo la Regia Marina dislocò a Massaua due squadriglie di cacciatorpediniere, una flottiglia di sommergibili, alcuni MAS e poche altre unità leggere e ausiliarie. La maggior parte delle unità era già piuttosto vecchia e non tutte erano perfettamente equipaggiate per operare nelle condizioni climatiche caratteristiche di quella regione. Inoltre, per quanto i lavori di potenziamento delle basi fossero avanzati molto velocemente, all'inizio delle operazioni belliche non tutte le installazioni di supporto e non tutte le basi erano in grado di fronteggiare ogni eventuale esigenza bellica.
Questi fatti, uniti alla distanza dalla madrepatria e alla difficoltà dei rifornimenti, ebbero una certa importanza nel contribuire al destino finale di queste operazioni. A questo proposito, già nel maggio del 1939 una circolare del Viceré avvisava i comandi delle Forze Armate che "(omissis) ... l'Impero deve fronteggiare qualsiasi situazione facendo assegnamento soltanto sulle proprie forze e sui propri mezzi.", lasciando pochi dubbi sulla possibilità di ricevere aiuti e rifornimenti dall'Italia, infatti si decise di creare una specializzazione di marina composta da Ascari.

## Le forze
A fronte di questo ambizioso obbiettivo, le forze navali schierate dall'Italia erano piuttosto limitate.
Le unità di superficie erano principalmente cacciatorpediniere di classi troppo vecchie per essere ancora considerate unità di squadra: la V squadriglia composta dalle unità classe classe Leone (Leone, Tigre e Pantera) e la III squadriglia composta dalle unità della classe Nazario Sauro (Francesco Nullo, Daniele Manin, Nazario Sauro e Cesare Battisti). Tutte le unità erano state munite di impianti di aria condizionata per adattarle all'uso nelle regioni calde, ma si trattava comunque di navi obsolete nella concezione e, specialmente per la classe Sauro, con gravi problemi di affidabilità meccanica. Ad essi si aggiungevano le due vecchie torpediniere Giovanni Acerbi e Vincenzo Giordano Orsini, cinque unità della 21ª squadriglia MAS, residuati della prima guerra mondiale in condizioni così precarie da non poter essere utilizzati fino al febbraio del 1941, la nave coloniale Eritrea, due mercantili armati (RAMB I e RAMB II) e poco altro naviglio ausiliario (le cannoniere Porto Corsini e Giuseppe Biglieri, il posamine Ostia e le cisterne acqua Sile, Sebeto e Bacchiglione).
La forza subacquea si componeva di 6 sommergibili oceanici (Archimede, Galileo Galilei, Evangelista Torricelli, Galileo Ferraris, Luigi Galvani, Alberto Guglielmotti) e 2 sommergibili costieri (Perla e Macallè). Il gruppo era comandato dal capitano di fregata Ferruccio Gerrini, mentre il responsabile dei servizi del Genio Navale era il maggiore Balbi. Anche queste unità non erano state costruite per operare nelle condizioni ambientali in cui vennero a trovarsi. La maggior parte di essi mostrò immediatamente gravi problemi legati da un lato agli impianti elettrici malfunzionanti per l'elevatissima umidità ambientale, dall'altro agli impianti di condizionamento funzionanti a cloruro di metile, gas tossico e insidioso che dette luogo a diversi episodi di intossicazione degli equipaggi. Inoltre, il regime monsonico creava condizioni meteorologiche e di mare per le quali questi scafi non erano progettati.

## Le operazioni

### Direttive
Le direttive impartite da Supermarina per le fasi iniziali del conflitto prevedevano un atteggiamento molto aggressivo da parte delle forze navali italiane: si progettò il dispiegamento di tutte le unità di superficie e subacquee per infliggere al nemico il maggior danno possibile nei primissimi giorni di guerra, sia alle unità in mare, sia alle installazioni portuali.

Il sommergibile Galileo Galilei.

### Prime uscite in mare
In realtà il comando locale dovette ben presto accorgersi dell'impossibilità di realizzare questo obbiettivo, per la preponderanza di forze nemiche e per le pessime condizioni di manutenzione delle unità che aveva a disposizione. Si ripiegò quindi sui soli agguati subacquei alle navi in transito e nelle prime tre settimane di guerra tutti gli otto sommergibili disponibili a Massaua vennero inviati in missione, con conseguenze catastrofiche. Vennero infatti persi quattro sommergibili (Macallè, Galilei, Galvani e Torricelli) e altri tre (Perla, Ferraris e Archimede) dovettero rientrare per avarie. Il Macallè affondò il 15 giugno dopo essersi incagliato a causa di errori di manovra dovuti ad intossicazione dell'equipaggio da cloruro di metile (incidente che portò anche alla quasi perdita del Perla e al rientro forzato dell'Archimede). Il Torricelli fu autoaffondato il 23 giugno dopo un combattimento con forze nemiche soverchianti per evitarne la cattura, nel corso del quale il Torricelli inflisse danni gravi alla cannoniera Shoreham e addirittura letali al cacciatorpediniere HMS Khartoum che affondò poche ore dopo. Per questa azione al comandante Salvatore Pelosi venne concessa la medaglia d'oro al valore militare ed intitolato un sommergibile dalla Marina Militare Italiana. Il Galvani fu affondato in combattimento il 24 giugno, mentre il Galilei venne catturato dagli inglesi il 19 giugno alla fine di un combattimento nel quale morirono quasi tutti gli ufficiali e parte dell'equipaggio.

### Le successive risoluzioni operative

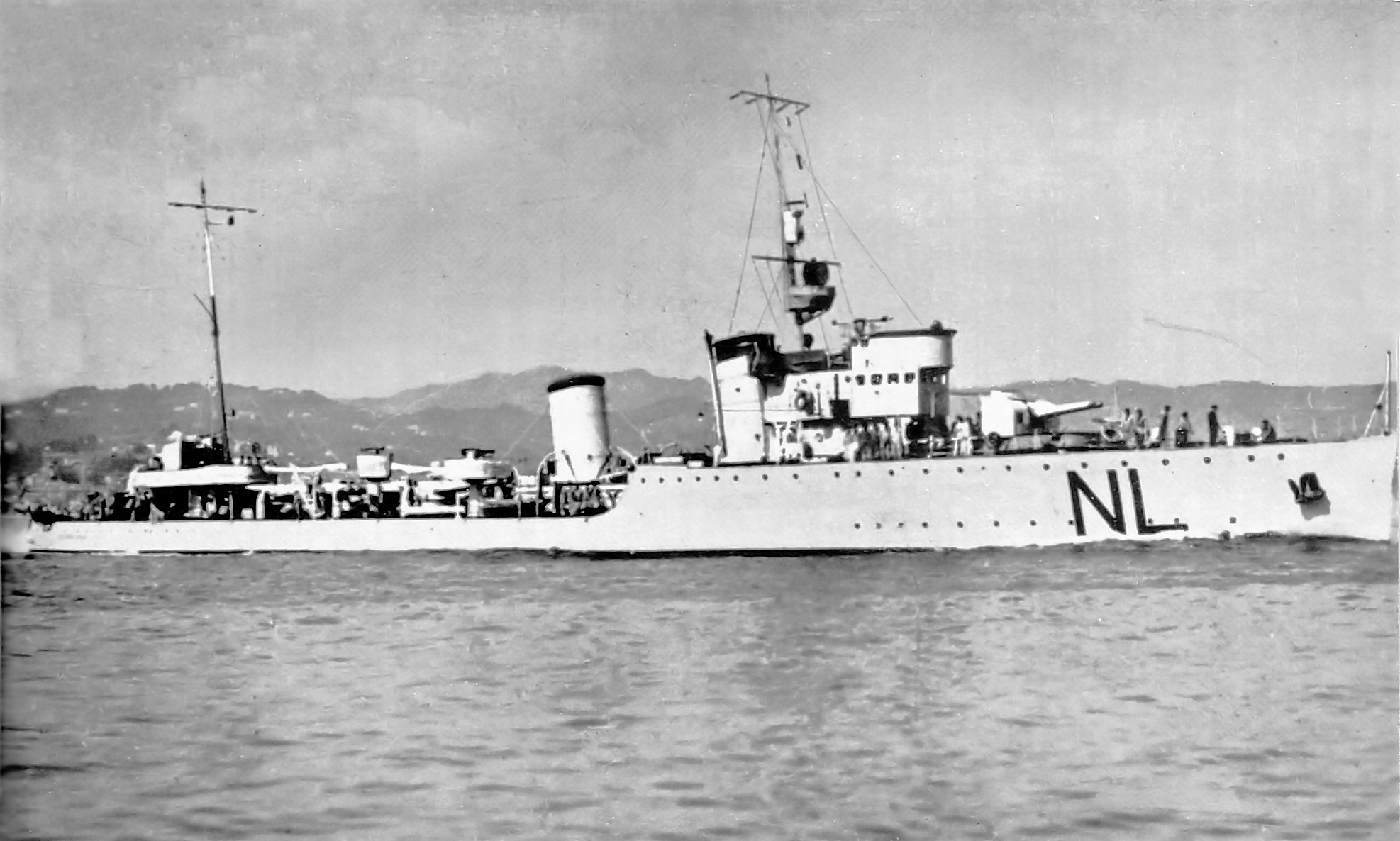
Il cacciatorpediniere Francesco Nullo.

Il sommergibile Guglielmotti.

Alla luce di questi eventi il Comando Superiore di Marina riformulò i criteri di utilizzo delle unità rimaste disponibili, improntandoli ad una maggiore economia di uomini e di mezzi, entrambi logorati dalle condizioni climatiche e operative. Fu deciso di impegnarsi solamente in attacchi ai convogli e utilizzando poche unità alla volta (possibilmente non più di due sommergibili dei quattro disponibili). A causa della scarsa autonomia delle unità italiane e del fatto che i convogli britannici erano sempre scortati da forze superiori, gli attacchi si sarebbero limitati alle ore notturne e ad una zona sufficientemente vicina alla costa da poter sfruttare, in caso di necessità, la protezione da parte delle artiglierie costiere. Per evitare rischiose uscite a vuoto, le missioni sarebbero state effettuate solo in seguito a informazioni che segnalassero la presenza del nemico in transito. Questa scelta, dipendendo in gran parte da una ricognizione aerea sistematica che non fu mai realizzata, limitò molto le missioni che furono complessivamente quindici in circa dieci mesi. Anche i risultati positivi furono scarsissimi: la nave cisterna James Stove affondata dal Galilei il 16 giugno, la petroliera Atlas affondata il 6 settembre dal Guglielmotti e il cacciatorpediniere Kimberley gravemente danneggiato il 21 ottobre da un colpo sparato dalla batteria costiera "Giulietti" sull'isola di Harmil, durante il combattimento che portò all'affondamento del Nullo.
Dalla metà di gennaio del 1941, visto l'andamento negativo delle operazioni terrestri, il Comando di Massaua cominciò da un lato a rinforzare le difese della piazza, dall'altro a predisporre le operazioni da compiere in caso di conquista di Massaua da parte degli inglesi. Nel contempo le missioni belliche si fecero sempre più rare per concludersi il 2 febbraio. Nel mese successivo furono eseguiti i necessari lavori di manutenzione per riportare in efficienza le navi per quella che si riteneva l'ultima battaglia. Infatti gli alti comandi avevano deciso che, mentre i sommergibili avrebbero tentato un rientro in patria circumnavigando l'Africa, le navi di superficie non avrebbero avuto possibilità di scampo e sarebbero quindi state impegnate in un'ultima missione di attacco ai porti nemici di Suez e di Port Sudan, al termine della quale sarebbero state autoaffondate. La nave Eritrea e le due Ramb si sarebbero invece dirette, attraverso l'Oceano Indiano, verso porti del Giappone. Queste navi furono le prime a partire tra il 18 e il 20 febbraio. La Ramb I fu affondata il 27 febbraio in uno scontro con un incrociatore inglese, mentre le altre due unità riuscirono a raggiungere il porto di Kōbe in Giappone
tra il 20 e il 23 marzo.

### Epilogo

Il sommergibile Perla a Bordeaux il 27 maggio 1941.

I sommergibili Guglielmotti, Ferraris, Perla e Archimede lasciarono Massaua nei primi giorni di marzo e riuscirono a tornare in patria dopo una rocambolesca circumnavigazione dell'Africa: arrivati al Capo di Buona Speranza, si diressero a nord lungo la costa occidentale dell'Africa e raggiunsero il porto di Bordeaux, in Francia, che ospitava la base atlantica del sommergibili italiani, Betasom. Il 29 marzo, il Perla venne rifornito di carburante dall'incrociatore ausiliario tedesco Atlantis nell'oceano Indiano; gli altri 3 sottomarini vennero invece riforniti di carburante dalla petroliera tedesca Nordmark nell'Atlantico
meridionale tra il 16 e il 17 aprile. Tutti e quattro i sommergibili italiani raggiunsero Bordeaux tra il 7 e il 20 maggio.
Alla fine di marzo il destino di Massaua appariva chiaramente segnato. Il 31 marzo 1941 la V squadriglia cacciatorpediniere salpò da Massaua alla volta degli obbiettivi designati. Nella notte del 1º aprile il Leone urtò degli scogli non segnalati ricavandone danni tali da dover essere abbandonato e affondato a colpi di cannone dal Pantera e costringendo le rimanenti unità al rientro.
Il 2 aprile tutte le unità disponibili della V e III squadriglia presero il mare per attaccare congiuntamente Port Sudan. Dopo poche ore il Battisti abbandonò la formazione per avaria, si portò sottocosta e venne autoaffondato dall'equipaggio. Le rimanenti unità (Pantera, Tigre, Sauro e Manin), costantemente seguite dalla ricognizione aerea inglese, vennero attaccate da incrociatori, cacciatorpediniere e da una settantina di aerei che affondarono prima il Sauro con la perdita di 78 uomini, e poco dopo il Manin. Tigre e Pantera riuscirono a sottrarsi all'attacco ma, non avendo più carburante sufficiente per effettuare la missione assegnata, vennero autoaffondati il 4 aprile circa 15 miglia a sud di Gedda.

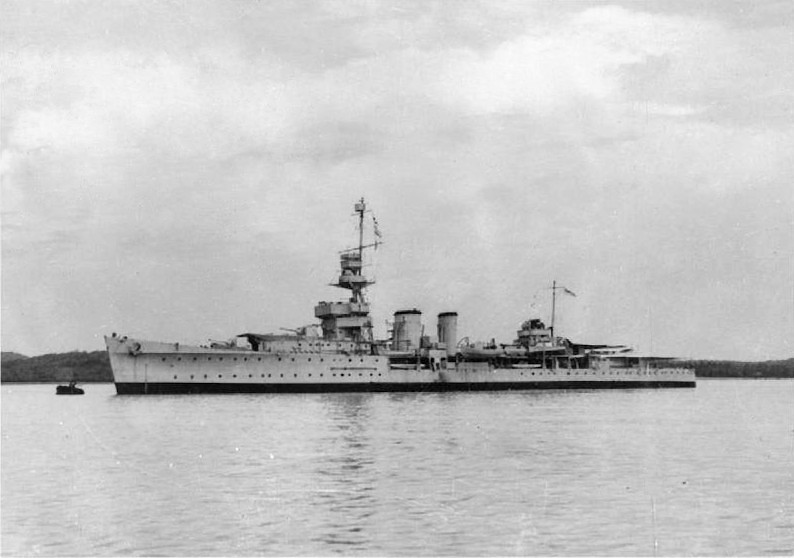
La HMS Capetown

L'ultima azione offensiva avvenne l'8 aprile 1941 ad opera della 21ª squadriglia MAS. Informati dell'avvistamento di un incrociatore inglese, i MAS effettuarono la ricerca notturna per tre notti consecutive finché vennero in contatto con il nemico la notte del giorno 8. Nonostante le forti limitazioni di manovra dovute alle precarie condizioni dei motori, il MAS 213, comandato dal Guardiamarina Valenza, riuscì a completare l'attacco silurando l'incrociatore Capetown. La nave inglese non affondò, ma riportò danni rilevanti che richiesero più di un anno per le riparazioni.
Lo stesso giorno Massaua cadde e l'11 aprile il presidente Roosevelt dichiarò il Mar Rosso navigabile per le navi statunitensi.
I 590 convogli britannici che attraversarono il Mar Rosso dal giugno 1940 al maggio 1941 lamentarono i soli affondamenti della petroliera Atlas (ad opera del Guglielmotti) e James Stove (ad opera del Galilei).